# Санта-Елізабетта
Санта-Елізабетта (італ. Santa Elisabetta, сиц. Santa Elisabbetta) — муніципалітет в Італії, у регіоні Сицилія,  провінція Агрідженто.
Санта-Елізабетта розташована на відстані близько 510 км на південь від Рима, 80 км на південь від Палермо, 13 км на північ від Агрідженто.
Населення — 2500 осіб (2014).
Щорічний фестиваль відбувається 26 грудня. Покровитель — святий Степан.

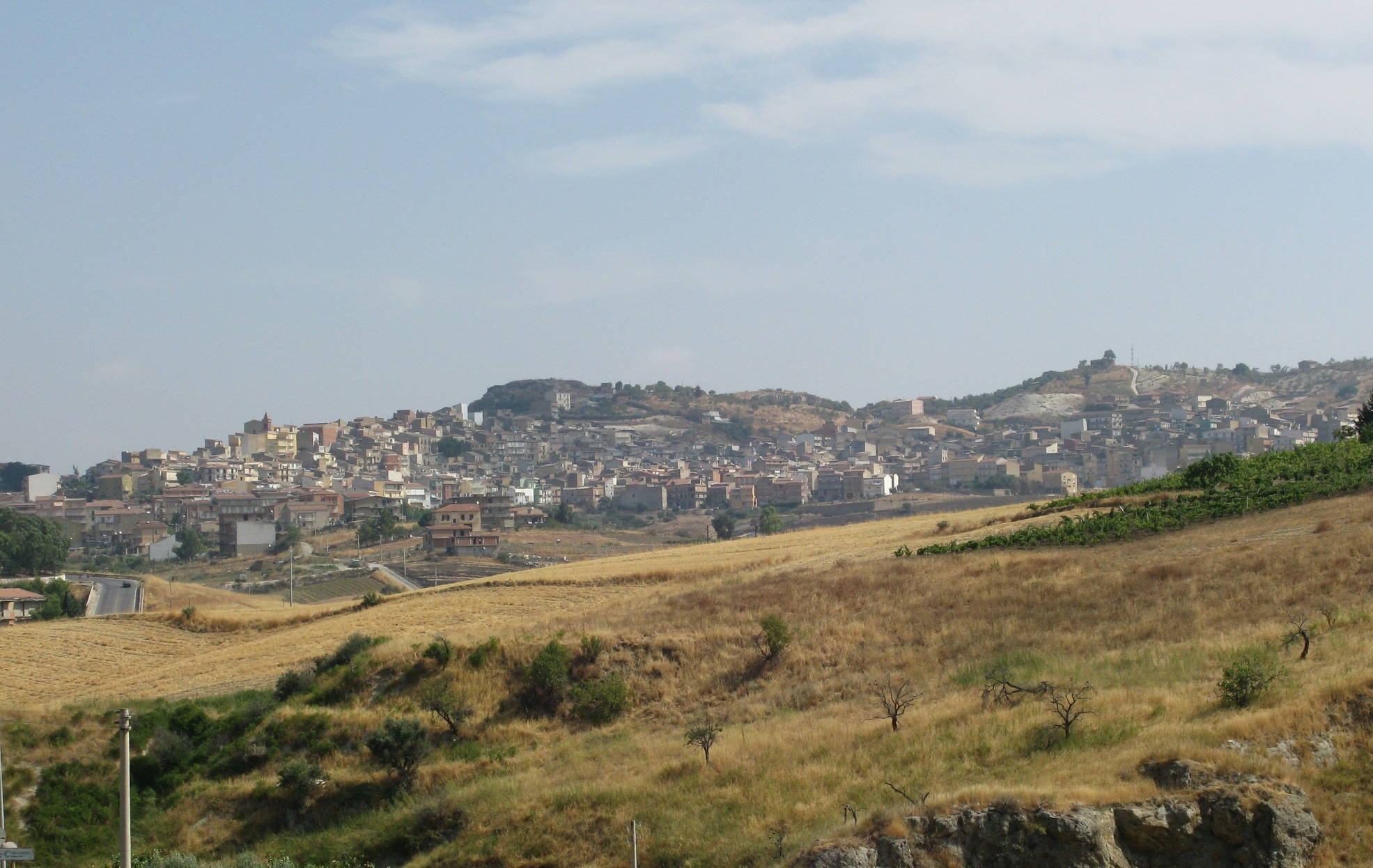
Santa Elisabetta

## Демографія
Населення за роками:

Станом на 1 січня 2023 року в муніципалітеті офіційно проживали 54 іноземці з 16 країн, серед них 7 громадян країн Євросоюзу.

## Сусідні муніципалітети
- Арагона
- Йопполо-Джанкаксіо
- Раффадалі
- Сант'Анджело-Муксаро